# 保加利亚裔穆斯林
保加利亚裔穆斯林，当地人叫他们波馬克人，指信仰伊斯兰教的保加利亚人。他们是信仰伊斯兰教的斯拉夫人，他们在奥斯曼土耳其帝国时代被迫由東正教改信伊斯蘭教，被全面伊斯兰化。
他们多数人的母语是保加利亚语，不懂土耳其语，但文化與傳統則是伊斯蘭傳統。他们多数生活在靠近希腊与土耳其的邊境地區。
他们在现代也保持了自己獨特的穆斯林传统。但在多数場合中承认自己是保加利亚人，只有10.1%人说自己是土耳其人。